# Hepatitis D
Hepatitis D je oblika hepatitisa, ki ga povzroča virus hepatitisa D (VHD); le-ta za svoj razvoj potrebuje virus hepatitisa B. Prenaša se s spolnim stikom in s transfuzijo kontaminirane krvi ali krvnih derivatov. Bolezen lahko poteka akutno, včasih v hudi obliki, lahko pa preide v kronični hepatitis in cirozo jeter.

## Povzročitelj
Glej glavni članek Virus hepatitisa D
Povzročitelj virus hepatitisa D je majhen krožen virus RNK z ovojnico. Spada med. t. i. satelitske viruse, saj se lahko razmnožuje le v prisotnosti virusa hepatitisa B. Virusno dednino predstavlja enojnoverižna krožna RNK v dolžini 1679 nukleotidov.

## Prenašanje
Način prenašanja hepatitisa D je podoben kot pri hepatitisu B. Okužba je večinoma omejena na osebe z visokim tveganjem za okužbo s hepatisom B, zlasti na intravenske uživalce drog in bolnike, ki prejemajo koncentrate faktorjev strjevanja krvi. Virus se prenaša tudi s spolnim stikom in pri neprofesionalnem tetoviranju in prebadanju telesa z uhani.

## Epidemiologija
V svetovnem merilu ima 15 milijonov ljudi sookužbo hepatitisa B in hepatitisa D. Bolezen je redka v večini razvitih držav, kjer je povezana predvsem z intravenskim uživanjem mamil. Pogostejša je v Sredozemlju, Podsaharski Afriki, Bližnjem vzhodu in v severnih predelih Južne Amerike. Po oceni je skupno z virusom hepatitisa D okuženih 20 milijonov ljudi. Razširjenost okužbe v določeni populaciji je odvisna zlasti od razširjenosti okužbe s HBV. Med nosilci HBsAg se giblje v razponu od 1 % v mrzlem do 30 % v tropskem in subtropskem podnebju.
C Sloveniji je po raziskavi z virusom hepatitisa D okuženih med 0,24 in 0,74 % HBsAg-pozitivnih bolnikov (torej bolnikov, ki so prenašalci virusa VHB) in glede na te izsledke ima Slovenija najnižjo do sedaj znano pojavnost okužbe kroničnih nosilcev HBsAg s HDV med državami južne Evrope in Sredozemlja.

## Potek bolezni in simptomi
Akutna okužba poteka po pričakovanih fazah, značilnih za vse virusne hepatitise. Inkubacijska doba po okužbi z virusom traja 30–180 dni in v tem času se virus razmnožuje brez vidnih simptomov. Nato sledi prodromska faza z nespecifičnimi simptomi, kot so neješčnost, utrujenost, navzea, bruhanje in pogosto bolečina v zgornjem desnem predelu trebuha. Po 3 do 10 dneh nastopi zlatenična (ikternična faza); seč se obarva temneje in pride do rumenega obarvanja sluznic in kože. Kljub slabšanju zlatenice ostali simptomi običajno izgubljajo na intenziteti. Zlatenica običajno doseže svoj vrh po 1 do 2 tednih in nato izzveni v nadaljnjih 2 do 4 tednih. Celotna akutna bolezen praviloma izzveni v 4 do 8 tednih. Akutni hepatitis B se lahko pojavi kot sookužba (koinfekcija) akutnega hepatitisa B, akutno poslabšanje zaradi nadokužbe (superinfekcije) pri prenašalcih virusa VHB ali kot agresivno napredovanje kroničnega hepatitisa B. Akuten hepatitis lahko preide v kronično obliko.

## Diagnoza
Pri sumu na hepatitis se običajno določijo tri serološki označevalci, in sicer skupna protitelesa proti HDV (skupaj IgG in IgM), protitelesa proti HDV razreda IgM ter antigen hepatitisa D (HDV-Ag). Za dokazovanje seroloških označevalcev se največkrat uporabljajo različne encimskoimunske metode. Prisotnost virusa v krvi se lahko potrdi z dokazom virusne RNK v serumu oziroma plazmi, vendar ta test ni rutinsko izvajan in ga omočajo le redki laboratoriji.

## Zdravljenje
Zdraviti je treba le bolnike z izraženimi bolezenskimi znaki simptomi; prenašalce virusa brez simptomov je treba le spremljati. Kot prvo učinkovito zdravilo se je izkazal interferon alfa (v konvencionalni in pegilirani obliki). Za dosego tako kratkoročnih kot dolgoročnih terapijskih izidov je potrebno zdravljenje z visokimi odmerki interferona alfa vsaj v trajanju enega leta. Pegilirani interferon alfa  učinkovito zniža virusno breme in zavira pojave bolezni v času zdravljenja, vendar učinek po prenehanju uporabe zdravila na splošno izzveni. Kljub nekaterim spodbudnim rezultatom ostajata problem visok delež neodzivnih bolnikov na to zdravljenje ter pogoste ponovitve bolezni. Učinkovitost zdravljenja je okoli 20-odstotna, pri bolnikih, pri katerih se doseže trajnejši odziv, pa poročajo tudi o poznih relapsih po zdravljenju. Maja 2020 je Evropska agencija za zdravila za zdravljenje hepatitisa D odobrila protivirusno zdravilo bulevirtid. Bulevirtid se veže na membranski kotransporter NTCP in ga inaktivira ter s tem prepreči virusoma hepatitisa B in D vstop v jetrne celice. Bulevirtid se lahko uporablja skupaj s pegiliranim interferonom alfa in velja, da imata zdravili sinergističen učinek, kar lahko poveča delež odziva na zdravljenje.
V končni fazi kroničnega hepatitisa pride v poštev kot učinkovito zdravljenje le presaditev jeter.